# Poul H. Møller
Poul Hjalmar Møller (født 15. juli 1916 i København, død 20. februar 2000) var en dansk kriminalassistent og politiker. Han var medlem af Folketinget valgt for Kristeligt Folkeparti fra 1975 til 1977 og igen fra 1979 til 1981.
Poul Møller var søn af købmand Hjalmar Johan Møller og husmoder Olga Camilla Møller. Han afsluttede sin skolegang på De forenede Kirkeskoler i 1932 og stod i lære som møbelsnedker 1932-1936 hvorefter han arbejdede som møbelsnedkersvend til han i 1940 blev assistent ved Københavns Politi. Møller overgik til kriminalpolitiet i 1944 og var kriminalassistent i Københavns Opdagelsespoliti fra 1960.
Møller var medlem af Missionsfonden, fællesorganisation for Den danske Pinsebevægelse fra 1960, og medlem af dens forretningsudvalg fra 1965.
Han blev folketingskandidat for Kristeligt Folkeparti i Østre Storkreds i 1974 og opnåede valg til Folketinget ved folketingsvalgene i 1975 og 1979 og var således medlem af Folketinget i perioderne fra 9. januar 1975 til 15. februar 1977 og fra 23. oktober 1979 til 8. december 1981.